# Friedrich Ludwig Sigismund Balckow
Friedrich Ludwig Sigismund Balckow (* 1770 in Havelberg; † 25. Oktober 1809 im Ordensamt Friedland) war ein preußischer Kriegs- und Domänenrat und Oberamtmann des Johanniterordens.

## Leben
Friedrich Ludwig Sigismund Balckow war der Sohn von Caspar Balckow, Forst- und Ökonomieinspektor beim Havelberger Domkapitel und späterer Domäneninspektor († Dezember 1798).
Er besuchte das Joachimsthalsche Gymnasium in Berlin für drei Jahre und immatrikulierte sich am 9. Oktober 1787 zu einem Studium der Rechtswissenschaften an der Universität Halle. Er beendete 1790 das Studium und kehrte darauf nach Berlin zurück; dort betätigte er sich zunächst juristisch, bis er im selben Jahr als Auskultator beim Berliner Stadtgericht, das die Rechtsprechung in Zivil- und Kriminalsachen über die ihm unterstellten Bürger ausübte, angenommen wurde. Nach Absolvierung der zweiten Prüfung am 28. Januar 1792 wurde er Referendar beim Kammergericht, bat aber bereits am 2. August 1792 um seinen Abschied, weil er in das Kameralfach wechseln wollte.
Im August 1792 ging er dann als Referendar zur kurmärkischen Kriegs- und Domänenkammer in Berlin. Im Juni 1794 beantragte er die Zulassung zum großen kameralistischen Examen und bestand im Januar 1795 im Beisein des Ministers Otto von Voß das Rigorosum, mit dem Ergebnis, das er für ein Ratsamt geeignet sei; anschließend wurde er zum Assessor ernannt.
Am 15. August 1798 erfolgte seine Beförderung zum Kriegs- und Domänenrat bei der kurmärkischen Kriegs- und Domänenkammer.
Im Mai 1805 bat er aus familiären um seinen Abschied und erhielt am 16. Mai 1805 seine Dimission.
Er heiratet im Juni 1808, als Oberamtmann des St. Johanniter-Ordensamtes Friedland in der Niederlausitz, Caroline Eichberg.